# Syspira longipes
Syspira longipes är en spindelart som beskrevs av Simon 1895. Syspira longipes ingår i släktet Syspira och familjen sporrspindlar. Inga underarter finns listade i Catalogue of Life.